# Estadio Américo Montanini
Das Estadio Américo Montanini (voller Name: Estadio Departamental Américo Montanini) ist ein Fußballstadion mit Leichtathletikanlage in der kolumbianischen Stadt Bucaramanga, Departamento de Santander. Es bietet Platz für 28.000 Zuschauer und ist die Heimspielstätte des Fußballvereins Atlético Bucaramanga.

## Geschichte
Das Estadio Américo Montanini in Bucaramanga, einer Stadt mit gut 500.000 Einwohnern im Nordosten Kolumbiens, wurde im Jahr 1941 erbaut und am 12. Dezember desselben Jahres eröffnet. Als 1949 der Verein Atlético Bucaramanga gegründet wurde, wählte er die Sportanlage als seine Heimspielstätte. Atlético Bucaramanga zählt eher zu den kleineren Vereinen im kolumbianischen Profifußball und konnte noch nie die Landesmeisterschaft erringen. Der größte Erfolg des Vereins ist wohl die Teilnahme an der Copa Libertadores 1998, wo man in einer Gruppe mit América de Cali sowie den ecuadorianischen Vertretern Barcelona SC Guayaquil und Deportivo Quito, die Gruppenphase überstand und erst im Achtelfinale am Club Bolívar mit einem 1:2 im heimischen Stadion und einem 0:1 im Rückspiel in La Paz scheiterte. Aktuell spielt Atlético Bucaramanga in der ersten kolumbianischen Liga.
Das Estadio Alfonso López war benannt nach Alfonso López Pumarejo (1886–1959), einem kolumbianischen liberalen Politiker und zweimaligem Präsident des Landes. Es bietet heute Platz für 28.000 Zuschauer. Dieses Fassungsvermögen wurde nach Renovierungsarbeiten in Vorbereitung der 1996 in Bucaramanga stattfindenden Juegos Deportivos Nacionales, einer jährlich ausgetragenen nationalen Vielsportveranstaltung im Kolumbien. Zuvor hatten 12.000 beziehungsweise nach ersten Ausbauarbeiten Anfang der 1970er Jahre 20.000 Menschen im Stadion Platz. Zudem fand die U-20-Fußball-Südamerikameisterschaft der Frauen 2010 in Kolumbien statt und das Estadio Alfonso López diente als Austragungsort, unter anderem für das Spiel um den dritten Platz und das Finale, in dem Brasilien mit 2:0 gegen Kolumbien gewann. Auch die kolumbianische Fußballnationalmannschaft trat im Stadion von Atlético Bucaramanga an. Es finden hier auch Wettbewerbe in anderen Sportarten, etwa Freestyle Motocross, und auch Konzerte, statt.
Von 2016 bis 2017 wurde die Anlage renoviert. Neben verschiedenen Modernisierungen wurde auch der Kunstrasen wieder durch Naturrasen ersetzt. Die Wiedereröffnung fand am 20. Juli 2017 mit dem Spiel Atlético Bucaramanga gegen Millonarios FC statt.
2022 war das Estadio Alfonso López eines von drei Stadien der Copa América der Frauen.
Am 4. Juni 2024 wurde das Stadion nach dem Argentinier José Américo Montanini (1933–2023), einem ehemaligen Spieler von Atlético Bucaramanga, benannt. Der Gouverneur von Santander, Juvenal Díaz, hatte eine Umfrage über seinen Social-Media-Account gestartet. Der Name José Américo Montanini erhielt 64 Prozent der Stimmen. Hermán Aceros (1938–2018), Mitspieler von Montanini und WM-Teilnehmer 1962 aus Bucaramanga, erhielt 24 Prozent. 14 Prozent wollten einen anderen Namen.